# Gonomyia (Leiponeura) flavomarginata
Gonomyia (Leiponeura) flavomarginata is een tweevleugelige uit de familie steltmuggen (Limoniidae). De soort komt voor in het Oriëntaals gebied.